# Jean de Vescovato
Jean de Gonzague, ou Jean de Vescovato (né à Mantoue en 1474 et mort dans la même ville le 23 septembre 1525) est un condottiere italien, fils du marquis de Mantoue Frédéric Ier de Gonzague et de Marguerite de Bavière. Il est l'héritier de la lignée collatérale des Gonzague de Vescovato.

## Biographie
Son frère aîné, François II de Gonzague, hérite du titre de marquis de Mantoue à la mort de son père. À l'âge de cinq ans, il reçoit de sa mère une grande propriété, Corte del Poggio, près de Poggio Rusco.
Au cours de sa carrière militaire, il est notamment au service de Ferdinand II d'Aragon, de l'empereur Maximilien Ier, qui le nomme capitaine-général, et du roi Louis XII de France, dont il devient le conseiller et le chambellan.
Le 20 juin 1491, il se marie à Bologne avec Laura Bentivoglio (it), fille de Giovanni II Bentivoglio, seigneur de facto de la ville. Ils s'installent à Mantoue en 1494 dans le palais de Giovanni, aujourd'hui disparu.
Giovanni et Laura, seigneurs de Vescovato, ont donné naissance à la branche cadette (de) des Gonzague de Vescovato après l'acquisition du fief de Guy II (it), seigneur de Bagnolo.
Il occupe des fonctions diplomatiques auprès de la cour des Gonzague et est également leur conseiller artistique. Il est collectionneur d'art et homme de lettres.
En 1512, Maximilien Sforza, en remerciement de ses activités militaires, l'investit de fiefs, auxquels il devra renoncer par la suite.
Il meurt à Mantoue en 1525 et est enterré dans l'église Saint-François.

## Descendance
Jean et Laura (morte en 1523) ont huit enfants :
- Frédéric (1495-1545), prêtre et prévôt de Saint-Benoît de Polirone ;
- François (1496-1523), marié à Lucrezia Sforza ;
- Alexandre (it) (1497-1527), marié à Ippolita Sforza di Santa Fiora ;
- Ginevra (1497-1570), religieuse et abbesse du couvent de Santa Paola (it) à Mantoue ;
- Sigismond Ier Gonzague (it) (1499-1530), marié à Antonia Pallavicini et successeur de son père ;
- Camilla (it) (1500-1585), épouse de Pierre Marie III de Rossi (it), Comté de San Secondo (it) ;
- Éléonore (1501-1502) ;
- Galéas (it) (1509-1562), poète et gouverneur de Modène.